# Candacia nigrocincta
Candacia nigrocincta is een eenoogkreeftjessoort uit de familie van de Candaciidae. De wetenschappelijke naam van de soort is voor het eerst geldig gepubliceerd in 1888 door Thompson I.C..